# Florin Périer
Pour les articles homonymes, voir Périer.
Florin Périer, né vers 1605 et mort le 23 février 1672 à Clermont-Ferrand, est un juriste auvergnat, personnalité de Clermont-Ferrand et beau-frère de Blaise Pascal. Il réalisa sur le puy de Dôme, des expériences sur la pression atmosphérique et sa variation avec l'altitude selon les prescriptions de Pascal. Après la mort de celui-ci, avec sa femme Gilberte, il rassemblera et publiera les Pensées.

## Biographie
Son père, Jean Périer, est receveur et payeur des gages et épices au siège du présidial de Clermont, sa mère, Jeanne Parrinet est une cousine germaine d'Étienne Pascal, le père de Blaise. Il obtient en 1628, malgré son jeune âge, d'être conseiller du roi en la cour des Aides, présidée par Étienne Pascal depuis 1626. Lorsque ce dernier est nommé à Rouen pour y réorganiser l'impôt dans la généralité, il propose à la cour normande de faire appel à Florin Périer pour l'aider dans sa tache, ce qu'elle accepte. Il épouse Gilberte, la fille d'Étienne, à Rouen le 13 juin 1641 après que son beau-père a obtenu une dérogation auprès du Saint-Siège pour un mariage entre cousins issus de germain. Ils auront cinq enfants : Étienne, Jacqueline, Marguerite, Marie, Louis et Blaise. Il suit la famille Pascal dans son adhésion au Jansénisme.
Il retourne à Clermont en septembre 1642 et s'implique dans la vie de la cité. Il repart à Rouen sur une commission du roi pour la vérification de titres des possesseurs du domaine. Le 1er janvier 1647, il est nommé échevin de Clermont. Il défend les intérêts de la ville menacés par la ville voisine de Riom. Il traite les droits d'entrée et de sortie des marchandises qui pénalisent les produits auvergnats qui sont taxés comme s'ils étaient des produits étrangers au royaume de France. En 1664, c'est lui que la ville envoie pour rencontrer Colbert pour avoir des éclaircissements sur la demande faite par le roi pour que la ville, comme les autres villes françaises, finance la nouvelle Compagnie des Indes orientales. Il se rend, de nouveau sur commission du roi, dans le Bourbonnais. 
Avec la fin de ces missions, il va pouvoir se consacrer aux expériences scientifiques demandées par Blaise Pascal. Le 19 septembre 1648, il réalise pour lui l'expérience dite du puy de Dôme: la pression atmosphérique devrait être supérieure dans la ville de Clermont que sur la montagne la plus proche, le puy de Dôme. Il mesure donc la pression dans le jardin de l'Église Saint-Pierre-des-Minimes, situé à 350 mètres d'altitude (à côté et hauteur de l'actuelle place de Jaude) puis transporte un tube de Torricelli en haut du puy de Dôme, culminant à 1 465 mètres. Des curés, deux magistrats et un médecin suivent l’expérience. Grâce au tube-témoin en ville, et après dix-sept mesures, la présence de vide est démontrée. Florin Périer se passionne pour ces expériences et de 1649 à 1651, réalise par lui même plusieurs observations barométriques. 
Il souhaite alors revendre sa charge de conseiller, peut-être car Étienne Pascal et ses deux enfants, Blaise et Jacqueline, sont revenus s'installer à Clermont, fuyant les évènements de la Fronde, peut-être pour suivre les Jansénistes qui se désengagent de leur charge, symbole de vanité. Mais il ne trouve pas acheteur et est obligé d'exercer sa charge encore plusieurs années. 

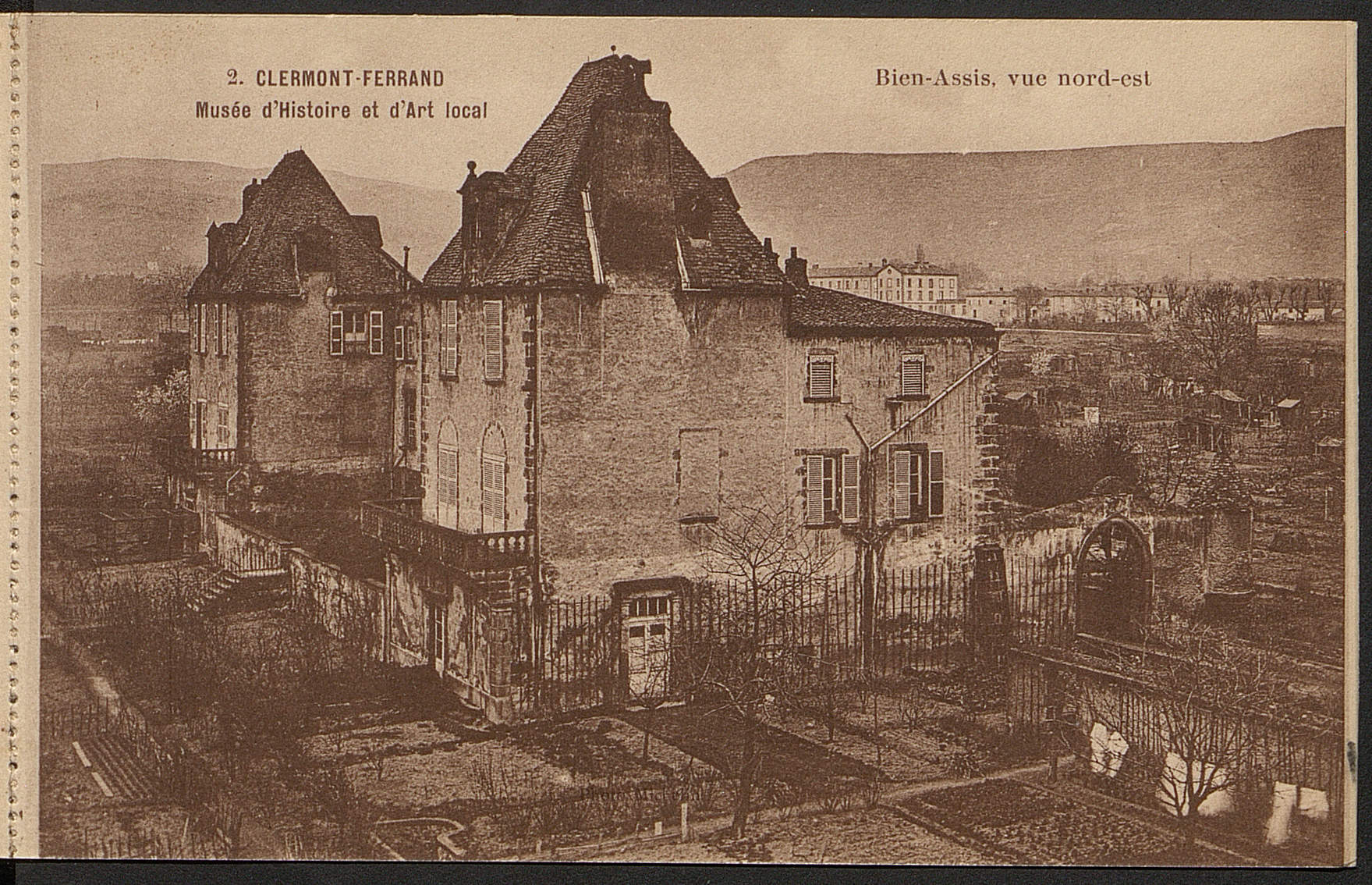
Château de Bien-Assis

Il achète le 20 septembre 1652 le château de Bien Assis, à Clermont, et la seigneurie associée. Il est alors une personnalité de la ville, respecté pour son dévouement et sa rigueur mais critiqué parfois pour ses convictions religieuses jansénistes. En 1657, Jean Domat et lui font partie des commissaires chargés de discuter de la création d'un hôpital pour les mendiants dont il sera plus tard l'un des administrateurs,. De 1660 à 1662, il s'occupe du financement des travaux pour améliorer l'approvisionnement en eau de la ville. 
À la mort de Blaise Pascal, il est son exécuteur testamentaire. Avec les soubresauts de l'abbaye de Port-Royal et souhaitant rester informé des nouvelles de Paris, il loue pour trois ans une maison dans la capitale. 
À la fin des années 1660, il participe à la première édition des Pensées, son fils Étienne rédigeant la préface. Pour des raisons d'apaisement et éviter le retour des querelles religieuses, il accepte que cette première édition soit expurgée. 
Il meurt brutalement le 23 février 1672, à 67 ans dans son château de Bien assis.